# Horemheb
Horemheb (egipčansko ḥr-m-ḥb, poslovenjeno  Hor se veseli) je bil zadnji faraon Osemnajste egipčanske dinastije (1550–1295 pr. n. št.). Vladal je najmanj 14 let med letoma 1319 do 1292 pr. n. št. S svojimi predhodniki je bil v sorodstvu samo preko svoje žene Mutnedžmet, za katero se (sporno) domneva, da je bila hčerka njegovega predhodnika Aja. Horemheb je bil verjetno preprost Egipčan. 
Preden je postal faraon, je bil pod Tutankamonom in Ajem vrhovni poveljnik egipčanske vojske, ko so se začele uradne akcije proti amarnskim vladarjem. Domneva se, da je kot tak ponovno stabiliziral državo po težavnem in razdiralnem amarnskem obdobju.
Horemheb je porušil Ehnatonove spomenike in jih uporabil za gradnjo svojih in si prilastil Tutankamonove  in Ajeve spomenike. Horemheb očitno ni imel sinov, saj je za svojega naslednika imenoval svojega vezirja Paramesseja, ki je vladal kot Ramzes I.

## Zgodnja kariera
Za Horemheba velja, da je bil iz Hnesa na zahodnem bregu Nila blizu vhoda v Fajum, saj njegovo besedilo ob kronanju omenja, da ga je na prestol postavil Hor iz Hnesa.
Njegovi starši niso znani, vendar se domneva, da je bil preprost Egipčan. Francoskemu egiptologu Nicolasu Grimalu se zdi, da Horemheb ni ista oseba kot Paatenemheb (Aton je prisoten v veselju), ki je bil vrhovni poveljnik Ehnatonove vojske. Grimal ugotavlja, da se je Horemhebova politična kariera začela pod Tutankamonom, ker  je ob faraonu upodobljen v njegovi kapeli v Memfisu.(str.242)
V najzgodnejši znani fazi njegove kariere  je služil kot "kraljevi predstavnik [Egipta] za zunanje zadeve" in osebno vodil diplomatsko misijo za obisk nubijskih guvernerjev.(str.242) Misija je povzročila vzajemni obisk  princa Miama (Aniba) na Tutankamonovem dvoru. Dogodek je upodobljen  v grobnici podkralja Huja. (str.242)  Horemheb je pod Tutankamonom hitro pridobil ugled in postal vrhovni poveljnik vojske in faraonov svetovalec. Horemhebovi takratni naslovi so navedeni v njegovi grobnici v Sakari, zgrajeni, ko je bil še uradnik. Bil je "dedni princ, oboževalec na kraljevi  desni strani in glavni poveljnik vojske", "kraljev spremljevalec po njegovih stopinjah v tujini na jugu in severu", "kraljev glasnik pred njegovo vojsko v tuje dežele na jugu in severu" in "edini spremljevalec, tisti, ki je ob nogah svojega gospoda na bojišču na dan pobijanja Azijcev".
Ko je Tutankamon kot najstnik umrl, je bil  Horemheb že  uradno imenovan za rpat ali iri-pat (nasledni ali kronski princ) in idnw (kraljev namestnik (v celi deželi)). Naslove so odkrili v Horemhebovi, takrat zasebni grobnici v Sakari, zgrajeni v času, ko je bil Tutankamon še živ.
(str.17–18 / PDF str. 9–10)
Naslov iri-pat (kronski princ) se v grobnici pojavlja pogosto in kaže, da je bil izbran za Tutankamonovega in ne za Ajevega naslednika. Nizozemski egiptolog Egyptologist Jacobus van Dijk ugotavlja, da ni nobenega znaka, da bi Horemheb poskušal naslediti Tutankamona, četudi bi vedel, da bo faraon umrl brez naslednika. Treba je vedeti tudi to, da bi naslov kronski princ prenehal veljati, ko bi faraon dobil svojega naslednika. Horemheb bi torej nasledil prestol samo takrat, ko bi faraon umrl nepričakovano ali brez otrok. Nobenega dvoma ni, da je imel Horemheb ob Tutankamonovi nepričakovani smrti položaj naslednika in najvišjji počožaj v državi. To seveda pomeni, da je treba pojasniti, zakaj je na prestol prišel Aj, čeprav je bil Horemheb takrat že skoraj deset let uradni prestolonaslednik.(str.48–49/PDF str. 40-41)
Ostareli vezir Aj se ni oziral na Horemhebovo pravico do prestola in sam nasledil Tutankamona, verjetno zato, ker je bil Horemheb v času Tutankamonove smrti z vojsko v Aziji.  Domnevo podpira dejstvo, da v Tutankamonovi grobnici niso našli nobenega predmeta, ki bi  pripadal Horemhebu, prepoznali pa so predmete,  ki so jih  darovali drugi visoki uradniki, kot sta bila Maja in Nahtmin. Razen tega je Tutankamonova kraljica Ankhesenamon odklonila poroko s podložnikom Horemhebom, s čimer bi ga postavila za kralja Egipta.(str.42-43/ PDF str. 42–43, 48–52) Ko je zavrnila Horemhebovo zahtevo, je Aj predlagal, da pokojnega kralja nasledi že omenjeni Nahtmin,  
ki je bil verjetno Ajev sin ali posvojenec.(str.59-62/PDF str. 51–54)
Po Ajevi vladavini, ki je trajala malo več kot štiri leta, je Horemhebu uspelo priti na oblast, verjetno zaradi svojega položaja poveljnika egipčanske vojske in prejšnjih zaslug pod Tutankamonom in Ajem. Horemheb je hitro odstranil svojega tekmeca Nahtmina, uničil Ajev sarkofag in s sten njegove grobnice izbrisal Ajevo ime in njegove podobe. Mogoče je uničil tudi njegovo mumijo. Tutankamonovo grobnico je rešil pred vandali, verjetno zato, ker je bil Tutankamon tisti, ki je spodbujal njegov vzpon na oblast in ga izbral za svojega dediča. Horemheb je uzurpiral in povečal tudi Ajev pogrebni tempelj v Medinet Habuju in izbrisal Ajeve naslove na hrbtni strani 17-metrskega kolosalnega kipa. Na njihovem mestu je vklesal svoje.

## Reforme
Po prihodu na prestol je sprožil obsežen niz reform struktur, nastalih z Ehnatonovim prenosom oblasti z Amonove duhovščine na Ehnatonove vladne uradnike. Horemheb je znova imenoval sodnike in regionalne tribune, ponovno uvedel lokalne verske ustanove in razdelil pravno oblast v  Gornjem in Spodnjem Egiptu med vezirje iz Teb oziroma  Memfisa.(str.243)
Ti odloki so zapisani na steli, ki jo je kralj postavil ob vznožju svojega desetega pilona v Karnaku. Odloki, ki se včasih imenujejo tudi Veliki Horemhebov odlok, so kopija dejanskega besedila kraljevega odloka o ponovni vzpostavitvi reda v obeh deželah in zajezitvi zlorabe državne oblasti. Stela sama in vidna lokacija, na kateri je bila postavljena,  poudarjata velik pomen, ki ga je Horemheb pripisal domačim reformam.
Horemheb je reformiral tudi vojsko in v 7. letu vladanja reorganiziral delavce v Deir el-Medini. Horemhebov uradnik Maja je obnovil grobnico Tutmoza IV., v katero so v 8. letu njegovega vladanja vdrli roparji grobnic. Obnovo je Amonovo duhovščino, vendar je preprečil, da bi se povzpela čez državno oblast. Na visoke svečeniške položaje je zato postavil svečenike, ki so večinoma prihajali iz egipčanske vojske, na katerih osebno zvestobo se je zanašal. Bil je ploden graditelj in v času svojega vladanja postavil številne templje in zgradbe po vsem Egiptu. Zgradil je drugi, deveti in deseti pilon velike hipostilne dvorane v templju v Karnaku. Za prva dva pilona je uporabil bloke iz Ehnatonovih spomenikov.(str.243, 303)
Horemheb je nadaljeval Tutankamonovo obnovo starega reda, vzpostavljenega   pred amarnskim obdobjem. Ponovno je uvedel starodavne kulte, zlasti Amonovega, in se s tem izkazal kot pravi faraon, ki je vzpostavil Maat (svetovni red).
Horemheb je dal zaradi svojega nenačrtovanega vzpona na prestol zase zgraditi dve grobnici. Prvo je kot plemič zgradil v Sakari, drugo pa kot kralj v Dolini kraljev pri Tebah (KV 57). Njegova glavna žena je bila kraljica Mutnedžmet, ki je bila morda Nefretetina mlajša sestra. Z njo ni imel preživelih otrok, čeprav je pregled njene mumije pokazal, da je večkrat rodila. Njen pokop s komaj rojenim otrokom kaže, da sta ona in njen zadnji otrok umrla pri porodu. Horemhebovi otroci z ženo Amenijo, ki je umra preden je Horemheb prevzel oblast, niso znani.

## Dolžina vladanja
Znanstveniki se že dolgo prerekajo ali je Horemheb vladal 14 ali 27 let. Manetonov Epitome mu pripisal 4 leta in 1 mesec vladanja. Znanstveniki so to dolžino sprva  pripisovali Aju, izkopavanja v Horemhebovi grobnici (KV57) pa so pokazala, da je treba to število povečati vsaj za desetletje in ga pripisati Horemhebu. Pomanjkanje datiranih napisov po njegovem 14. letu Horemhebovega vladanja se pojasnjuje z nedokončanim stanjem Horemhebove grobnice. 
Trditev, da je vladal 27 let, izhaja iz dveh besedil. Prvo je anonimni grafit, napisan na rami zdaj razdrobljenega kipa iz njegovega pogrebnega templja v Karnaku. Grafit je bil napisan s črnilom v 9. dnevu prvega meseca šemuja v 27. letu vladanja, ko je "Horemheb, ki ljubi Amona in sovraži svoje sovražnike, vstopil [v ta tempelj]". Napis je sporen, ker ni znano, ali gre za sodobno besedilo ali za sklicevanje na praznik v spomin na Horemhebov pristop, napisan med vladanjem poznejšega kralja.
Drugo besedilo je Mesov napis iz vladavine Ramzesa II., ki omenja, da je bila sodna odločba v korist nasprotne veje Mesove družine izrečena v Horemhebovem  59. letu. Za število 59 se je domnevalo, da je vsota let vladanja vladarjev med Amenhotepom III. in Horemhebom. Če se od tega odšteje skoraj 17 let vladanja Ehnatona, dve leti Neferneferuatona, devet let Tutankamona in štiri leta Aja, ostane za Horemheba 27 let.(IV:2162)(str.198–199)

## Kartuše in simboli
Iz Horemhebovih različnih imen je razvidno, da se je obračal na več bogov: njegovo prestolno ime pomeni "Svete so manifestacije Raja", njegovo rojstno ime pa spremlja epitet "Amonov ljubljenec".
Ni še dokazano, ali je Horemheb sprožil obsežen ikonoklazem, ki je sledil amarnskemu obdobju, ali se je ikonoklazem začel po njegovi smrti. Horemheb je za svoje gradnje ukazal porušiti Per-Atonov tempelj v Karnaku in s kamnitimi bloki zgraditi pilon Amonovega templja. Atonovi reliefi iz amarnskega obdobja na teh blokih so še vedno dokaj dobro ohranjeni.
Horemheb je na reliefih upodobljen z značilnim nagubanim platnenim ogrinjalom visokega uradnika, sedeč pred oltarjem za daritve, kot faraon, ki drži drog in žezlo visokega uradnika (ureus je bil dodan po njegovem vzponu na prestol), s ptico benu, ki je kot Rajeva duša veljala za zaščitnika mrtvih, in kot moški, ki časti ptico benu.
Napis na hrbtni strani dvojnega kipa, ki prikazuje Horemheba z ženo, napisan ob njegovem kronanju, pravi, da ga je imenoval Amon in je pod Horovo zaščito. Nadalje poroča, da je dal obnoviti poškodovane kipe starih bogov in obnoviti propadle templje. Za Amonov kult je "priskrbel božje služabnike in svečenike  lektorje iz vojaške elite". Z odlokom na steli v Karnaku je uradno potrdil obnovo starega reda.

## Nasledstvo
Pod Horemhebom sta bila po kaosu v amarnskem obdobju obnovljena moč in samozavest Egipta, kar je postavilo temelje za vzpon Devetnajste dinastije pod tako ambicioznimi faraoni, kot sta bila Seti I. in Ramzes  II.
Ker Horemheb ni imel moškega naslednika, je za naslednika imenoval svojega vezirja Parameseja, ki je vladal kot Ramzes I. Imenovanje je bilo nagrada za zvestobo, slednji pa je imel tudi sina in vnuka, ki bi zagotovila nasledstvo. Ramzes I. je ustanovil Devetnajsto dinastijo Novega kraljestva. 
Horemhebova grobnica KV57 ob njegovi smrti še ni bila dokončana, kar pa se ni zgodilo prvič. Nedokončana je bila tudi grobnica Amenhotepa II., čeprav je vladal 26 let.

## Grobnica in izkopavanja
Horemheb je takoj po prihodu na prestol opustil svojo staro grobnico pri Memfisu in začel graditi novo v Dolini kraljev. V okrasju pogrebne komore te grobnice so se prvič v zgodovini pojavili prizori iz Knjige vrat.
Horemhebovo grobnico je v zgodnjem 20. stoletju izkopal Theodore M. Davis. Ugotovil je, da je grobnica zaradi roparjev in premikov zemlje v naslednjih stoletij  v slabem stanju. Pokrov sarkofaga so roparji odstranili in razbili.